# Mount Hamiguitan
Mount Hamiguitan is een berg in de Filipijnse provincie Davao Oriental. De berg en zijn omgeving staan bekend om de hoge biodiversiteit. In het gebied leven vele zeldzame dier- en plantensoorten. Uniek is een 225 hectare groot bos met miniatuurbomen (in het Engels: pygmy forest). Ook leven er diverse bekerplanten uit het geslacht Nepenthes. Enkele daarvan, zoals Nepenthes peltata, komen alleen in dit gebied voor. Voorbeelden van op Mount Hamiguitan voorkomende zeldzame en bedreigde diersoorten zijn de Filipijnse apenarend, de Mindanao-neushoornvogel, het Filipijns spookdier, de Filipijnse vliegende hond, het Filipijns wrattenzwijn en de Filipijnse sambar. In 2006 werd er een tot dan toe onbekend knaagdiersoort ontdekt. De soort is endemisch in het gebied rond Mount Hamiguitan en werd ook vernoemd naar de berg: Batomys hamiguitan.
In 2004 werd de bergketen waartoe Mount Hamiguitan behoort, uitgeroepen tot Nationaal Park. Het park staat bekend als Mount Hamiguitan Range Wildlife Sanctuary en beslaat een gebied van 6834 hectare (68,3 km²). In 2008 werd het park door het provinciale bestuur van Davao del Sur voorgedragen voor de UNESCO Werelderfgoedlijst en sinds 2014 staat Mount Hamiguitan op de werelderfgoedlijst van UNESCO.

## Flora
De vegetatie in het Hamiguitan Range Wildlife Sanctuary kan (grotendeels) op basis van hoogte boven zeeniveau worden opgedeeld in vijf zones: agro-ecosysteem (75-420 m boven zeeniveau) dipterocarp-bos (420-920 m), hooglandbos (920-1160 m), nevelwoud (1160-1350 m) en pygmy-nevelwoudbos (1160-1200 m). In elk vegetatietype komen endemische en/of zeldzame soorten planten en bomen voor.
Uit onderzoek is gebleken dat het hooglandbos met 462 verschillende soorten het grootste aantal verschillende soorten bevat. In het dipterocarpbos werden 338 verschillende soorten aangetroffen en in de beide andere vegetatiezones 246 soorten. Van de in totaal 477 geïdentificeerde planten- en bomensoorten waren 163 soorten (18,6%) Filipijns endemisch, 35 soorten (4%) was een bedreigde soort, 33 soorten (3,8%) een zeldzame soort. Acht soorten werden voor het eerst aangetroffen in Mindanao. Dit waren Astronia lagunensis, Elaeocarpus verticillatus, Nepenthes argentii, Nepenthes mira, Patersonia lowii, Schizaea inopinata en Schizaea malaccana. Eén soort, Nepenthes maxima, werd voor het eerst aangetroffen in de Filipijnen.

## Fauna

### Vogels
In het nationaal park zijn 53 verschillende vogelsoorten waargenomen. Tien soorten daarvan zijn voor Mindanao endemische soorten en 20 soorten zijn Filipijns endemische soorten.
Enkele zeldzame vogelsoorten zijn:
- Japanse kwak (Gorsachius goisagi)
- Grijze pelikaan (Pelecanus philippensis)
- Filipijnse apenarend (Pithecophaga jefferyi)
- Filipijnse kuifarend (Spizaetus philippensis)
- Barletts dolksteekduif (Gallicolumba crinigera)
- Filipijnse kaketoe (Cacatua haematuropygia)
- Grote dwergooruil (Mimizuku gurneyi)
- Filipijnse oehoe (Bubo philippensis)
- Mindanao-bosijsvogel (Actenoides hombroni)
- Winchells ijsvogel (Todiramphus winchelli)
- Filipijnse dwergijsvogel (Ceyx melanurus)
- Zilveren dwergijsvogel (Alcedo argentata).

### Zoogdieren
In het Hamiguitan Range Wildlife Sanctuary leven minstens 15 soorten zoogdieren. Daarvan zijn acht soorten (53,3%) Filipijns endemisch. Vier soorten (26,7%) zijn bovendien endemisch voor Mindanao. Het in 2006 ontdekte knaagdier Batomys hamiguitan komt alleen in dit gebied voor.
De volgende zoogdieren met IUCN-beschermingsstatus zijn gevoelig, kwetsbaar en bedreigd::
- Filipijnse vliegende hond (Acerodon jubatus)
- Filipijns spookdier (Tarsius syrichta)
- Filipijns wrattenzwijn (Sus philippinensis)
- Filipijnse sambar (Cervus mariannus)
- Loewak (Paradoxurus hermaphroditus)
- Haplonycteris fischeri.

Andere kleine zoogdieren die in het gebied voorkomen, zijn:
- Batomys hamiguitan
- Bullimus bagobus
- Rattus everetti
- Crocidura beatus
- een onbeschreven Podogymnura, mogelijk ook een endemische soort voor Mount Hamiguitan
- de Polynesische rat (Rattus exulans).